# Eclipse solar del 14 d'octubre de 2023
Hi haurà un eclipse solar anular el dissabte 14 d'octubre de 2023. Un eclipse solar ocorre quan la Lluna passa entre la Terra i el Sol, totalment o parcialment ocultant la imatge del Sol per a un espectador a la Terra. Un eclipsi solar anular ocorre quan el diàmetre aparent de la Lluna és més petit que el del Sol ocultant la major part del Sol i causant que el Sol sembli un anell. Un eclipse anul·lar apareix com un eclipse parcial sobre una regió de milers de quilòmetres d'ample. L'eclipse recorrera la major part d'Amèrica i els millors llocs per veure-ho seran Estats Units, la Península de Yucatán a Mèxic, la major part de l'Amèrica Central, Colòmbia i el Brasil.
El proper eclipse serà el 8 d'abril de 2024 i només serà visible als Estats Units, Mèxic i el Canadà en la seva forma total.